# Pazza idea (film)
Pazza idea (Xenia) è un film del 2014 diretto da Panos H. Koutras.
Ha partecipato al Festival di Cannes 2014 in concorso nella sezione Un Certain Regard.

## Trama
(Odysseus)
Danny e Odysseus, due fratelli di 16 e 18 anni che hanno da poco perso la madre, decidono di lasciare la città di Atene alla volta di Salonicco, per cercare il padre che li ha abbandonati quando erano piccoli. È l'inizio di un'avventura ricca di imprevisti e di situazioni paradossali.

## Cast
Patty Pravo fa un cameo nella parte di se stessa. Alcune sue canzoni sono presenti nella colonna sonora del film e il titolo italiano è quello di un suo singolo del 1973, che però non compare nella pellicola.